# Noviomagus Regnorum

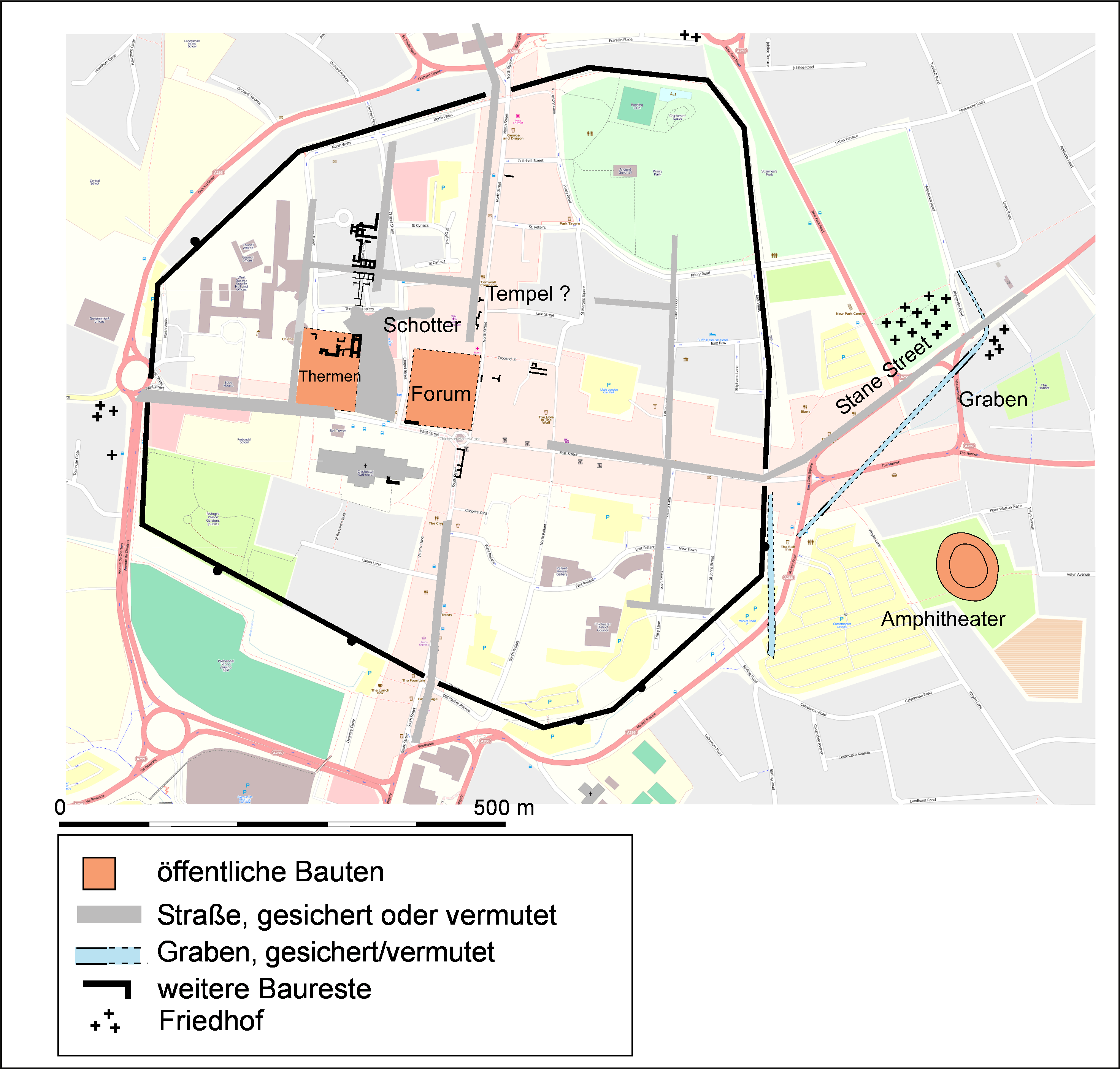
Archäologische Karte von Noviomagus Regnorum

Noviomagus Regnorum (auch Noviomagus Reginorum) war eine römische Stadt in der Provinz Britannia, aus der das heutige Chichester hervorgegangen ist. Der Ort war nach der römischen Landnahme im Jahr 43 n. Chr. kurz ein Militärlager und dann die Residenz des Vasallenkönigs Tiberius Claudius Cogidubnus. In dieser Zeit erfolgte ein planmäßiger Ausbau zur Stadt, und Noviomagus Regnorum wurde Hauptort, von wo aus Tiberius Claudius Cogidubnus über den keltischen Stamm der Regni (auch Regnentes genannt) herrschte. Zeugnis dieser Hauptortfunktion in römischer Zeit geben die Reste eines Forums, eines Amphitheaters und monumentaler Thermen. Noviomagus Regnorum wurde wohl im fünften Jahrhundert aufgegeben. Eine Besiedlung durch Angelsachsen ist ab dem siebten Jahrhundert belegt. Wegen der damals begonnenen und im gesamten Mittelalter fortgesetzten und erhalten gebliebenen Bebauung von Chichester konnten Ausgrabungen bisher nur in sehr begrenztem Umfang stattfinden, so dass wenig Konkretes von der antiken Stadt bekannt ist.

## Name
Die Stadt erscheint mit leicht unterschiedlichen Namen in den antiken Quellen. Im Itinerarium Antonini wird sie schlicht als Regno bezeichnet, beim Geografen von Ravenna als Noviomago Regentium. Claudius Ptolemäus (I, 15, 7; II, 3, 13) nennt sie Noiomagos (Νοιόμαγος; im Akkusativ: Νοιόμαγον) und bezeichnet sie als Stadt (polis) der Regni. Die Bedeutung des Namens ist unsicher. Noviomagus mag keltisch der neue Markt oder die neue Stadt bedeuten. Regni geht vielleicht auf Latein Regnum (= Königreich) zurück und mag andeuten, dass die Regni einst Teil eines Vasallenkönigreiches waren. Dieser Begriff könnte aber auch auf das keltische Wort regini (= die Stolzen) zurückgehen. Demnach kann der Namen der Stadt Die neue Stadt der Stolzen oder die neue Stadt der Leute aus dem Königreich bedeuten.

## Lage

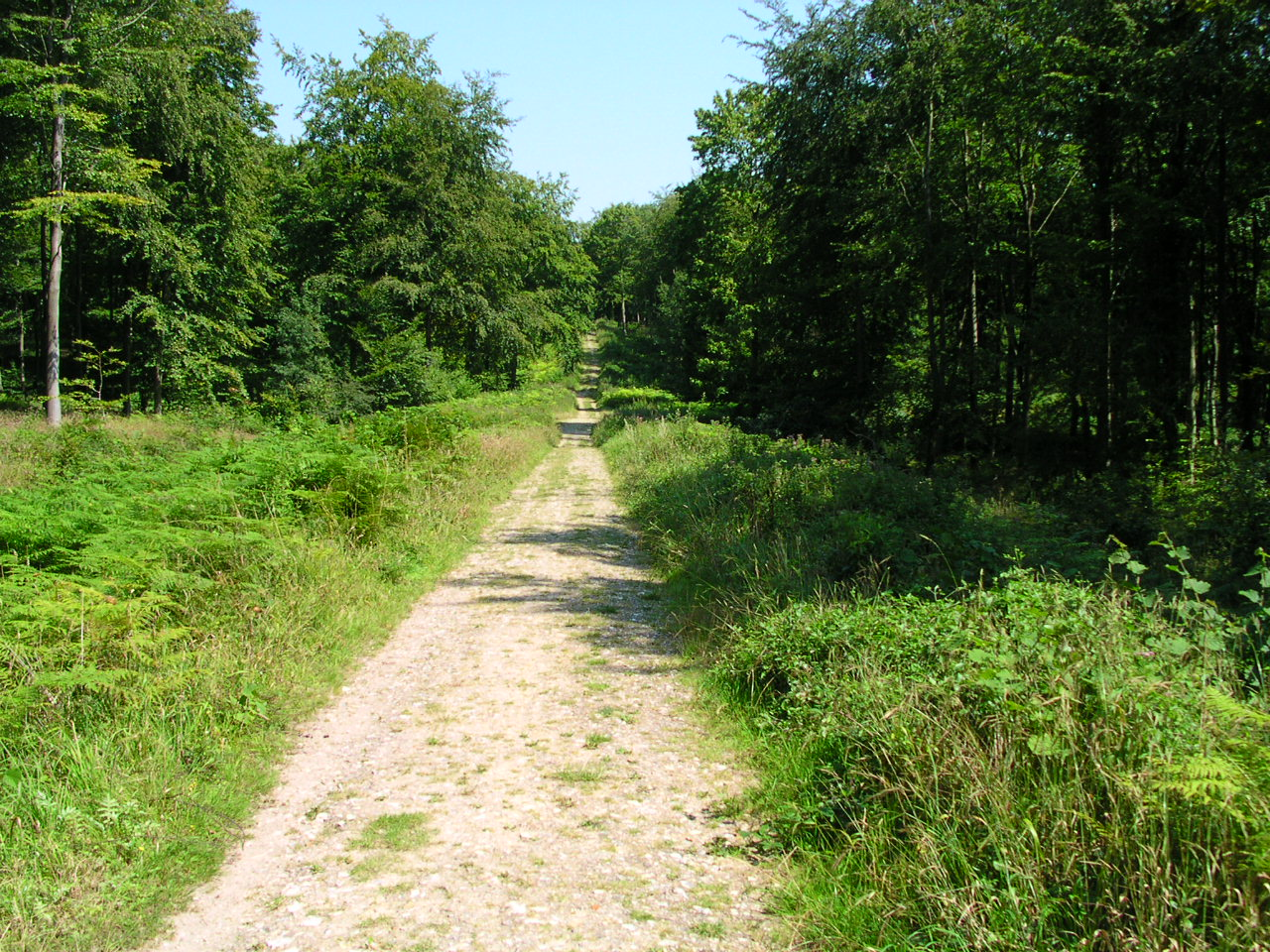
Die Stane Street etwa 8 km nordöstlich von Noviomagus Regnorum

Noviomagus Regnorum liegt im heutigen West Sussex ganz im Süden von England am Lavant, einem Bach, der jedoch im Sommer wasserlos ist. Er kommt von Norden und fließt südlich der Stadt nach Westen und versorgte sie mit Wasser, doch gab es in ihr auch zahlreiche Brunnen. Noviomagus Regnorum liegt in einer Ebene etwa zehn Kilometer vom Ärmelkanal entfernt. Der Boden dort besteht aus einer Mischung von Ton und Kiesel. Zwei Kilometer südwestlich der Stadt gibt es eine Meeresbucht, die heute stark versandet ist und dadurch Marschland bildet. In der Antike mag sich hier ein Hafen befunden haben. Hier findet sich auch der Fishbourne Roman Palace. Im Norden schließen sich die South Downs an, eine hügelige Landschaft, die auch landwirtschaftlich intensiv genutzt wird.
Die Stadt war der Endpunkt von vier Straßen. Im Norden führte eine Straße nach Calleva Atrebatum (Silchester), dem Hauptort der Atrebaten. Im Osten verband die Stane Street Noviomagus Regnorum mit der Provinzhauptstadt Londinium (London). Bei der Stane Street handelte es sich um eine der wichtigsten Straßen Britanniens; ihr Verlauf ist heute gut erforscht. Im Süden führte eine Straße nach Selsey, das wahrscheinlich ein wichtiger Ort am Meer war, von dessen römischen Resten jedoch wenig erhalten ist, da die antiken Reste durch die fortschreitende Erosion der Küste im Meer untergegangen sind. Im Westen führte die Straße nach Clausentum (Bitterne), einem damals wichtigen Hafen. Der Verlauf der beiden letztgenannten Straßen ist bisher kaum erforscht.
Als Hauptort einer Civitas war Noviomagus Regnorum das administrative und wahrscheinlich auch das wirtschaftliche Zentrum der Region. Die Civitas umfasste wahrscheinlich große Teile des heutigen Sussex und vielleicht den östlichen Teil von Hampshire. Im Norden befanden sich die nördlichen Atrebaten mit ihrem Hauptort Calleva Atrebatum. Im Westen lag Venta Belgarum (Winchester), das der Hauptort der Belger war (die Atrebaten waren ein Teilstamm der Belger), deren Civitas den restlichen Teil von Hampshire und Teile von Wiltshire umfasste. Noviomagus Regnorum lag nicht im Zentrum der Civitas, sondern weit im Westen und relativ nah am Meer. Andere wichtige Orte waren wahrscheinlich Hassocks und Pulborough, die vielleicht auch als lokale Zentren für die anderen Teile der Civitas dienten.
In der näheren Umgebung der Stadt standen verschiedene Villae rusticae, die wohl zumindest zum Teil die Aufgabe hatten, die Stadt mit Lebensmittel zu versorgen. Westlich der Stadt lag der Fishbourne-Palast, der zunächst wahrscheinlich eine königliche Residenz war, am Ende des zweiten Jahrhunderts aber von anderen Besitzern übernommen wurde und dann landwirtschaftlichen Zwecken diente. Etwa fünf Kilometer westlich befand sich bei Bosham eine weitere Siedlung und ein Tempel oder Schrein. Ein größerer Tempel stand auch auf dem Hayling Island (Hampshire) rund 15 Kilometer westlich der Stadt. Etwa zehn Kilometer nördlich gab es zwei Villen im Chilgrove-Tal (Villa Rustica (Chilgrove 1), Villa Rustica (Chilgrove 2)) und eine weitere bei Up Marden. Etwa zwölf Kilometer nordöstlich an der Stane Street stand die große Villa von Bignor, die sicherlich Sitz einer wohlhabenden, über große Ländereien verfügenden Familie war. Diese Villa ist vor allem im vierten Jahrhundert ausgebaut und mit zahlreichen Mosaiken ausgestattet worden.

## Geschichte

### Die Region in keltischer Zeit
Im Süden Britanniens lebte im ersten Jahrhundert v. Chr. der keltische Stamm der Atrebaten. Ihr erster bekannter Herrscher war Commius. Er war ein Verbündeter von Gaius Iulius Caesar und von ihm zum König der festländischen Atrebaten ernannt worden, wandte sich aber gegen ihn und unterstützte darauf den gallischen Aufstand unter Vercingetorix. Der Aufstand wurde niedergeschlagen und Commius floh nach Britannien, wo er es schaffte, Herrscher der dortigen Atrebaten zu werden. Nach seinem Tod folgten ihm seine Söhne. Tincommius wurde der direkte Nachfolger, während Eppillus in Kent die Macht erlangte. Nach dem Tod von Tincommius bestieg mit Verica ein weiterer Sohn des Commius den Thron. Er trägt auf seinen Münzen den Titel rex (König), was andeutet, dass er ein Vasall der Römer war. Sein Herrschaftsgebiet scheint allerdings durch den im Norden herrschenden Stamm der Catuvellaunen bedroht gewesen zu sein, die Verica immer weiter nach Süden drängten. Verica, der sein Herrschaftszentrum um Noviomagus Regnorum hatte, bat die Römer um Hilfe, die darin einen willkommenen Vorwand zum Einfall in Britannien sahen (43 n. Chr.). Es gelang ihnen, weite Teile des Landes zu erobern.

### Beginn der römischen Herrschaft
Der Beginn der eigentlichen Stadtgeschichte ist unsicher. Sie steht jedoch eng in Verbindung mit den Ereignissen kurz nach der Eroberung Britanniens. Der Süden und damit Noviomagus Regnorum gelangten als erste unter die römische Herrschaft. Bei Ausgrabungen im heutigen Stadtgebiet fanden sich Holzbauten und keltische Münzen, darunter die des keltischen Königs Verica, die eine eisenzeitliche Vorgängersiedlung andeuten, doch nicht wirklich belegen. Beim „Cattle Market“ kamen drei runde Hütten zu Tage, die wahrscheinlich nicht zu einer Vorgängersiedlung, sondern zu einem eisenzeitlichen Gehöft gehören. Es kann vermutet werden, dass die erste römische Besiedlung militärischer Natur war und in die Zeit kurz nach der Eroberung Britanniens datiert. Im nordwestlichen Teil der Stadt konnten bei Ausgrabungen barackenartige Holzbauten freigelegt werden. Die Funde haben deutlich militärischen Charakter; so befindet sich unter ihnen ein gut erhaltenes Schwert (Gladius) vom „Typ Mainz“. Dieses Lager ist vor allem anhand von Keramik datierbar. Es fanden sich zahlreiche Terra-Sigillata-Scherben. Die frühesten datieren in die Regierungszeit des Kaisers Augustus (30 v. Chr. bis 14 n. Chr.) und wurden als Beleg dafür angesehen, dass es hier schon vor dem römischen Lager eine keltische Besiedlung gab. Es ist jedoch auch möglich, dass diese Keramik einfach längere Zeit in Gebrauch war. Andere Keramik bezeugt, dass das Lager spätestens 44 oder 45 n. Chr. verlassen wurde. Außerhalb der antiken Stadtmauern konnten Gräben entdeckt werden, die eventuell zu diesem Militärlager gehören. Möglicherweise war hier die Legio II Augusta stationiert, bevor sie nach Calleva Atrebatum (Silchester) verlegt wurde. Die Legio II Augusta war neben zwei anderen an der Eroberung Britanniens beteiligt. Im nahen Fishbourne wurden auch Reste gefunden, die auf eine so frühe militärische Präsenz hindeuten. Bei Fishbourne standen offensichtlich der Hafen und Magazine, die das Lager in Noviomagus Regnorum versorgten. Beide Orte bildeten möglicherweise einen von mehreren Brückenköpfen bei der Eroberung Britanniens.
Nach dem Abzug der Truppen wurde das Lager aufgegeben und es wurden festere Bauten errichtet, die jedoch immer noch hauptsächlich aus Holz bestanden, wenngleich sie Feuersteinfundamente hatten. In dieser Zeit operierten in der Stadt eine Töpferei und eine Metallwerkstatt. Eine längere Inschrift aus dem Jahr 58/60 n. Chr. stammt entweder von einem öffentlichen Gebäude oder von dem Sockel einer Statue. Die Inschrift wurde 1740 gefunden und kopiert, ist heute jedoch verloren. Sie belegt aber Bauarbeiten für diese Jahre:
Neroni
Claudio divi
[Claudi f(ilio) G]ermani[ci Caes]-
[aris n]epoti Ti(beri) [Caes(aris)]
[Aug(usti) p]ronepoti div[i Aug(usti)]
[ab]n(epoti) Caesari Aug(usto) [Germ(anico)]
[t]r(ibunicia) p(otestate) IV imp(eratori) IV co(n)s(uli) IV
s(enatus) c(onsulto) v(otum) m(erito)
Übersetzung: „Für Nero Claudius Augustus Germanicus, Sohn des göttlichen Claudius, Enkel des Germanicus Caesar, Urenkel des Tiberius Caesar Augustus, Ururenkel des göttlichen Augustus, viermal Inhaber der tribunizischen Gewalt, viermal Imperator, viermal Konsul, auf Senatsbeschluss“.

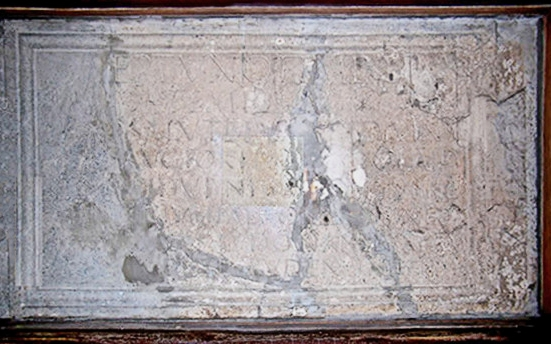
Inschrift des Tiberius Claudius Cogidubnus

In dieser Zeit hatte der Süden Britanniens noch immer einen besonderen Status und wurde von einem Vasallenkönig regiert. Noviomagus Regnorum war vielleicht die Hauptstadt des Vasallenkönigs Tiberius Claudius Cogidubnus, des mutmaßlichen Nachfolgers des Verica. In der Stadt fand sich eine Inschrift mit dem Namen des Tiberius Claudius Cogidubnus und die Erwähnung eines Tempels für Neptun und Minerva. Der Herrscher wird ansonsten nur bei Tacitus erwähnt, laut dem er schon früh mit römischen Sitten vertraut war und den Römern immer loyal gegenüberstand. Etwas westlich der Stadt fand sich ein monumentaler Palastbau (Fishbourne Roman Palace), der vielleicht die Residenz des Cogidubnus war. Es ist unbekannt, wie lange dieser Herrscher regierte und wann er starb.

### Noviomagus Regnorum als Vorort einer Civitas
Über die Ereignisse nach dem Tod von Tiberius Claudius Cogidubnus ist sehr wenig bekannt. Es wurde offensichtlich kein Nachfolger ernannt, da die flavischen Kaiser versuchten, Vasallenkönigtümer zu beseitigen. Wahrscheinlich in dieser Zeit wurde die Stadt in die reguläre Verwaltung des römischen Reiches eingeordnet und zu dem Civitas-Hauptort der Regni, wie die südlichen Atrebaten nun genannt wurden, ausgebaut. Wenn nicht bereits früher, erhielt Noviomagus Regnorum jetzt eine Stadtanlage mit sich rechtwinklig kreuzenden Straßen sowie weitere öffentlichen Gebäude. Zumindest die Thermen im Zentrum der Stadt sind wahrscheinlich in dieser Zeit errichtet worden.
Die Inschriften aus dem ersten Jahrhundert und die frühe Bautätigkeit in der Stadt, vor allem wenn man sie mit anderen britischen Städten vergleicht, sind als Beleg für eine schnelle Romanisierung angesehen worden. Die Belege dafür sind jedoch nicht sehr zahlreich. Immerhin wurden im Süden Britanniens zu dieser Zeit prächtige Villen errichtet, die auf eine starke Romanisierung deuten. In anderen Teilen Britanniens gibt es solche aufwändigen Villen oftmals erst im vierten Jahrhundert. Die Bevölkerung der Stadt stammte mutmaßlich aus Selsey, das direkt an der Küste rund zehn Kilometer südlich von Noviomagus Regnorum liegt und wo ein keltisches Oppidum vermutet wird.
Vom Ende des ersten Jahrhunderts bis in das dritte Jahrhundert erlebten Britannien und das ganze römische Reich eine Zeit des Friedens. Noviomagus Regnorum dürfte in dieser Zeit einen gewissen Wohlstand erlebt haben. In diesen Jahren wurden weitere öffentliche Bauten errichtet. Das Amphitheater datiert auf das Ende des ersten Jahrhunderts. Die Thermen wurden ausgebaut oder zumindest renoviert. Es ist ungewiss, wann das Forum erbaut wurde. Das dritte Jahrhundert war hingegen eine Zeit von Bürgerkriegen sowie Kriegen gegen äußere Feinde, wodurch es zu einem wirtschaftlichen Niedergang der Stadt kam. In dieser Zeit wurden keine neuen öffentlichen Gebäude errichtet, die Stadtmauer hingegen wurde wahrscheinlich erst in diesem Jahrhundert ausgebaut. Ähnliches ist für andere Städte Britanniens bezeugt und belegt; auch dort waren die Zeiten unruhig und unsicher. Ansonsten erfährt man aus antiken Quellen nichts zu der Geschichte der Stadt. Sie wird bei einigen antiken Geografen genannt. Inschriften aus der Stadt, die weitere Hinweise liefern könnten, sind rar.

### Das Ende der römischen Stadt
Über die Spätphase der römischen Stadt liegen nur wenige Informationen vor. Das vierte Jahrhundert war in Britannien von Unruhen gekennzeichnet. Ausgrabungen im Stadtgebiet zeigen, dass die Stadt bis in das letzte Viertel des vierten Jahrhunderts voll funktionsfähig war. Die Thermen blieben in Betrieb. Dort fanden sich Baumstämme in einer Zisterne, die anhand von dendrochronologischen Untersuchungen nach 370 n. Chr. gefällt wurden und dementsprechend Ausbesserungen in der Zisterne nach dieser Zeit datieren. Ein ausgegrabenes Wohnhaus wurde aufwändig ausgebaut.
Aus dem Jahr 410 ist ein Brief von Kaiser Flavius Honorius überliefert, der die Bewohner Britanniens anweist, sich um die Verteidigung ihres Landes selbst zu kümmern. Im fünften Jahrhundert fielen die Angelsachsen in das Land ein und verdrängten die verbliebene römische Restbevölkerung. Aus dem fünften Jahrhundert sind Kämpfe zwischen den Römern und den neuankommenden Angelsachsen bezeugt, doch wird Noviomagus Regnorum in den Quellen nicht genannt. Die Stadt befand sich wegen ihrer Lage nahe am Meer an der Front der Ereignisse. Die letzten Münzen im Stadtgebiet sind Prägungen von Valentinian II. (375–392 n. Chr.). Es gibt nur zwei Ausnahmen. Es fand sich ein Goldsolidus von Kaiser Valentinian III., der zwischen 425 und 455 n. Chr. datiert, jedoch in keiner gesicherten Ausgrabung gefunden wurde. Es handelt sich dabei um eine westgotische Kopie einer Goldmünze, die aber immerhin eine so späte Besiedlung andeutet. Im Stadtgebiet fand man schließlich eine Münze des Arcadius, die in das Jahr 408 n. Chr. datiert. Der Ort scheint demnach im 5. Jahrhundert weiter bewohnt gewesen zu sein. In der Umgebung der Stadt gibt es keine Belege für angelsächsische Friedhöfe. Dies könnte ein Hinweis sein, dass die Stadt sich längere Zeit gegen die Neuankömmlinge wehren konnte. In den Wohnbauten, die in der Stadt ausgegraben wurden, gibt es Anzeichen eines langsamen Verfalls. In einem Haus wurden neue Wände aus einfachem Flechtwerk eingezogen. In den beiden besser ausgegrabenen Wohnbauten fanden sich einfache Feuerstellen auf den Opus Tessallatum-Fußböden. Es gibt jedoch keine Anzeichen für ein gewaltsames Ende. Bisher fehlen aber auch Belege für eine Siedlungskontinuität von der Antike zum Mittelalter. In der Angelsächsischen Chronik wird für das Jahr 477 (wahrscheinlich ein Fehler für 457) die Ankunft von Ælle genannt, der in den folgenden Jahren Teile von Sussex und damit wahrscheinlich auch Noviomagus Regnorum eroberte. Die Stadt wird jedoch nicht ausdrücklich in den Quellen genannt. Dies mag andeuten, dass sie damals schon nicht mehr von Bedeutung war.
Wahrscheinlich ist die Stadt irgendwann am Ende des fünften Jahrhunderts verlassen worden. Es gibt keine Objekte, die in das sechste Jahrhundert datieren. Im siebten Jahrhundert sind die Sachsen im Süden von England durch Wilfrid christianisiert worden. Die Region war nun von Sachsen besiedelt und es gibt aus dem siebten Jahrhundert Befunde, die auf eine Neubesiedlung im Stadtgebiet hinweisen.

## Ausgrabung und Forschungsgeschichte
Chichester ist heute eine kleine Stadt mit einem gut erhaltenen historischen Stadtkern. Neue Häuser werden dementsprechend sehr selten gebaut, was wiederum Archäologen nur wenig Möglichkeiten gibt, großflächig innerhalb der Stadt zu graben. Eine Ausnahme bilden Straßenbauarbeiten, bei denen größere Flächen erfasst werden können. Einzelne römische Funde wurden und werden jedoch immer wieder gemacht. 1723 wurde die Inschrift des Tiberius Claudius Cogidubnus gefunden, die auch sofort Aufmerksamkeit erregte, da sie eine historisch bekannte Person nennt. Die Inschrift ist heute noch erhalten. 1740 wurde eine Inschrift aus der Zeit Neros entdeckt, die heute nicht mehr erhalten, jedoch in einer Kopie überliefert ist. Weitere Funde – vor allem von Bauten – im 18. und 19. Jahrhundert sind oftmals nur als vage Beschreibungen bekannt. So wurde zum Beispiel im 18. Jahrhundert im Garten des Bischofspalastes ein Haus mit einem besonders großen Mosaik (9,1 m im Quadrat) freigelegt. Erste systematische Grabungen wurden 1934 von Gladys Maud White – der späteren Ehefrau von Grahame Clark – unternommen, die versuchte, das Amphitheater der Stadt zu lokalisieren, und es auch fand. Sie konnte jedoch nur sehr begrenzte Grabungsschnitte durchführen, die zwar die Lage des Baues bestätigen, jedoch viele Fragen offen lassen.
1947 wurde das Chichester Civic Society Excavations Committee gegründet. Es stellte sich zur Aufgabe, vor allem die frühe Geschichte der Stadt zu erforschen, und war bis 1979 tätig. 1985 wurde die Chichester District Archaeology Unit gegründet, die nun die Ausgrabungen in der Stadt beaufsichtigte. 1994 vereinigte sie sich mit dem York Archaeological Trust und wurde zur Southern Archaeology. Diese Organisation stellte 1998 ihre Arbeit ein. 1991 wurde die Chichester & District Archaeology Society gegründet, die seitdem Grabungen in der Stadt und im Umland leitet.
John Holmes untersuchte 1959 Teile der Stadtmauer und schrieb auch eine kleine Monografie zur römischen Stadt. Von 1958 bis 1986 arbeitete in und im Umfeld der Stadt Alec Down (1914–1995), dessen Lebenswerk die Erforschung der Stadt war. In deren Zentrum wurden 1962 bis 1964 zwischen der „Tower Street“ und „Chapel Street“ Baracken abgerissen. Dies gab die Möglichkeit, einen größeren Ausschnitt der antiken Stadt zu erfassen. Es konnten zwei Wohnhäuser und die Thermen ausgegraben werden. Als unterste Schicht kamen Holzbauten eines Militärlagers zum Vorschein. Im Zentrum der Stadt wurde in den 1970er Jahren eine Fußgängerzone eingerichtet, wodurch weitere Grabungen unter der Straßendecke möglich wurden. Weitere Rettungsgrabungen beim „Theological College“ und östlich der antiken Stadtmauern gaben die Chance, Teile der Vorstädte und vor allem größere Abschnitte der Friedhöfe systematisch auszugraben. Alec Down publizierte seine Ausgrabungen, die auch mittelalterliche und neuzeitliche Befunde einschließen, in mehreren Bänden. Er wertete in den Publikationen auch ältere Befunde aus.

## Die Stadt

### Wohnbauten
Das ummauerte Stadtgebiet war etwa 39 Hektar groß. Wegen der heutigen Bebauung des Stadtgebietes sind nur wenige Gebäude besser bekannt. Die bei modernen Bauarbeiten freigelegten Gebäudeteile sind oftmals sehr klein und bieten wenig Informationen. Diese Streufunde zeigen, dass die ersten Bebauungen meist aus Holz waren. Erst im Laufe des zweiten Jahrhunderts kommen Steinbauten häufiger vor. So konnte z. B. unter der St. Andrews Church in der „Church Lane“ eine römische Mauer und ein Fußboden mit Opus tessellatum angeschnitten werden, die wahrscheinlich in das zweite Jahrhundert datieren. Es fanden sich auch lose Mosaiksteine, die andeuten, dass hier ein Haus wohlhabender Bürger stand. Nördlich des Stadtzentrums konnten die Reste zweier Wohnbauten zum großen Teil ausgegraben werden. Beide Häuser wurden im zweiten Jahrhundert errichtet und sind bis an das Ende des vierten Jahrhunderts benutzt worden. Der nördliche der beiden Bauten hatte einen Hof, der sich zur Straße öffnete. Er wurde mehrmals umgebaut und erweitert. Bis zu Beginn des vierten Jahrhunderts handelte es sich um einen Holzbau. Um die Mitte des vierten Jahrhunderts wurde der Bau in Stein ausgebaut. Am Ende des vierten Jahrhunderts hatte er mindestens vier Räume mit Fußböden in Opus tessellatum. In dieser Zeit erhielt er auch neue, festere Fundamente, die darauf hindeuten, dass das Haus wahrscheinlich ganz aus Stein neu errichtet wurde und vielleicht sogar ein zweites Stockwerk hatte. 2017 und 2018 konnten die Reste eines großen Wohnhauses mit Badeanlage freigelegt werden.

### Mosaiken
Im Stadtgebiet wurden bisher sieben Reste von Mosaikfußböden gefunden, die ein gehobenes Wohnniveau zumindest in Teilen der Stadt belegen. Sie sind ausschließlich mit geometrischen Mustern dekoriert. Unter der mittelalterlichen Kathedrale der Stadt fand sich ein polychromes, geometrisches Mosaik, das vielleicht ins zweite nachchristliche Jahrhundert datiert, da unter dem Mosaik Keramik aus dem zweiten Jahrhundert entdeckt wurde. Ganz in der Nähe kam ein weiteres Fragment eines Mosaikbodens mit einem Muster aus Hakenkreuzen zu Tage. Im Bereich der Thermen wurde das Fragment eines schwarz-weißen Mosaiks, das wahrscheinlich in das erste Jahrhundert zu setzen ist, ausgegraben. Das Mosaik ist stilistisch mit jenen vom Fishbourne Roman Palace verwandt und stammt vielleicht sogar von demselben Handwerker. Zwei weitere polychrome Mosaiken fanden sich im Zentrum der Stadt und datieren wahrscheinlich in das zweite und vierte Jahrhundert. Aus einem im Stadtzentrum ausgegrabenen Haus stammt ein weiteres Mosaikfragment, das nur sehr klein ist und auch ein polychromes Muster zeigt.

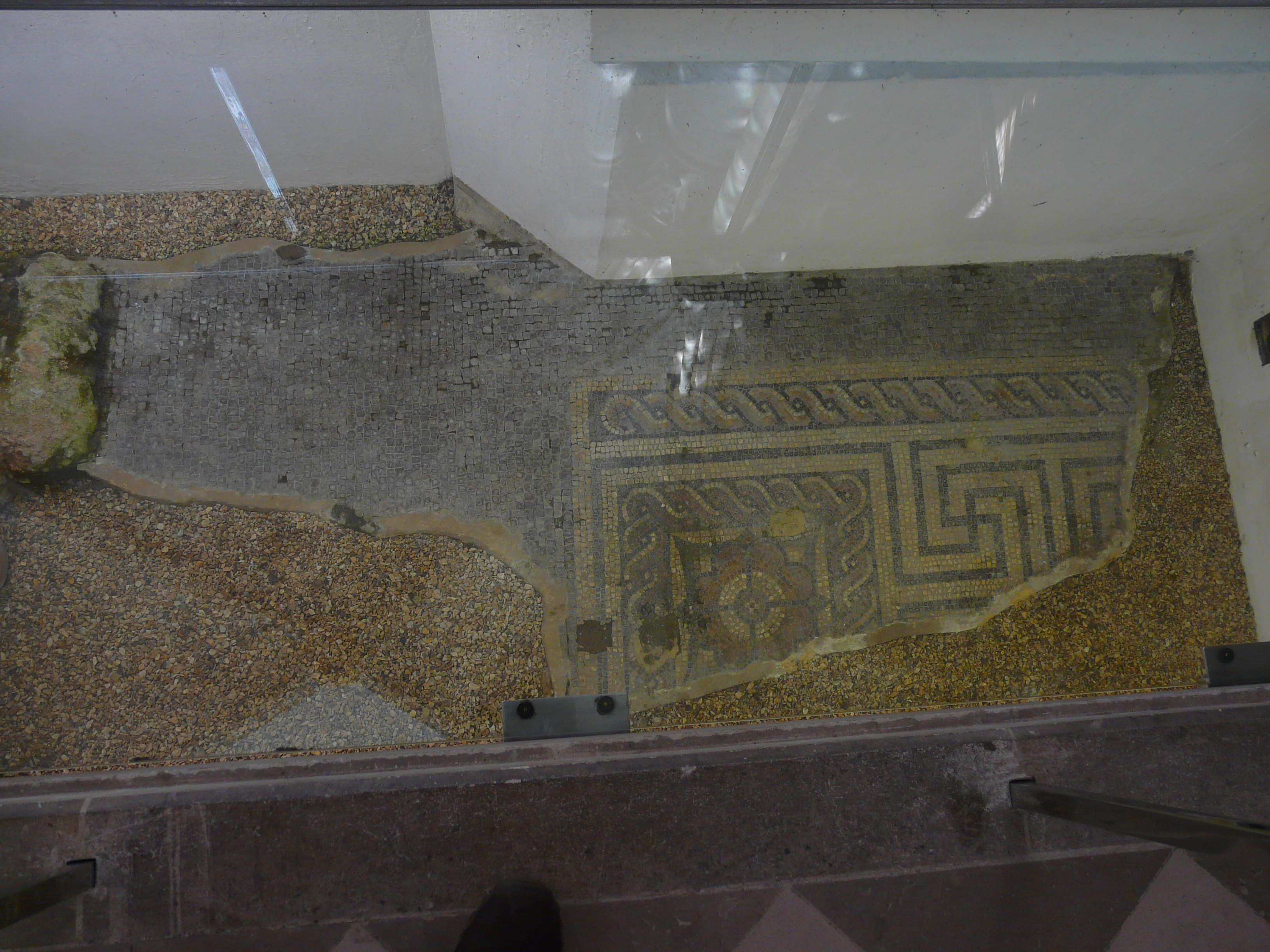
Fragment eines Mosaikfußbodens, das sich unter der Kathedrale fand
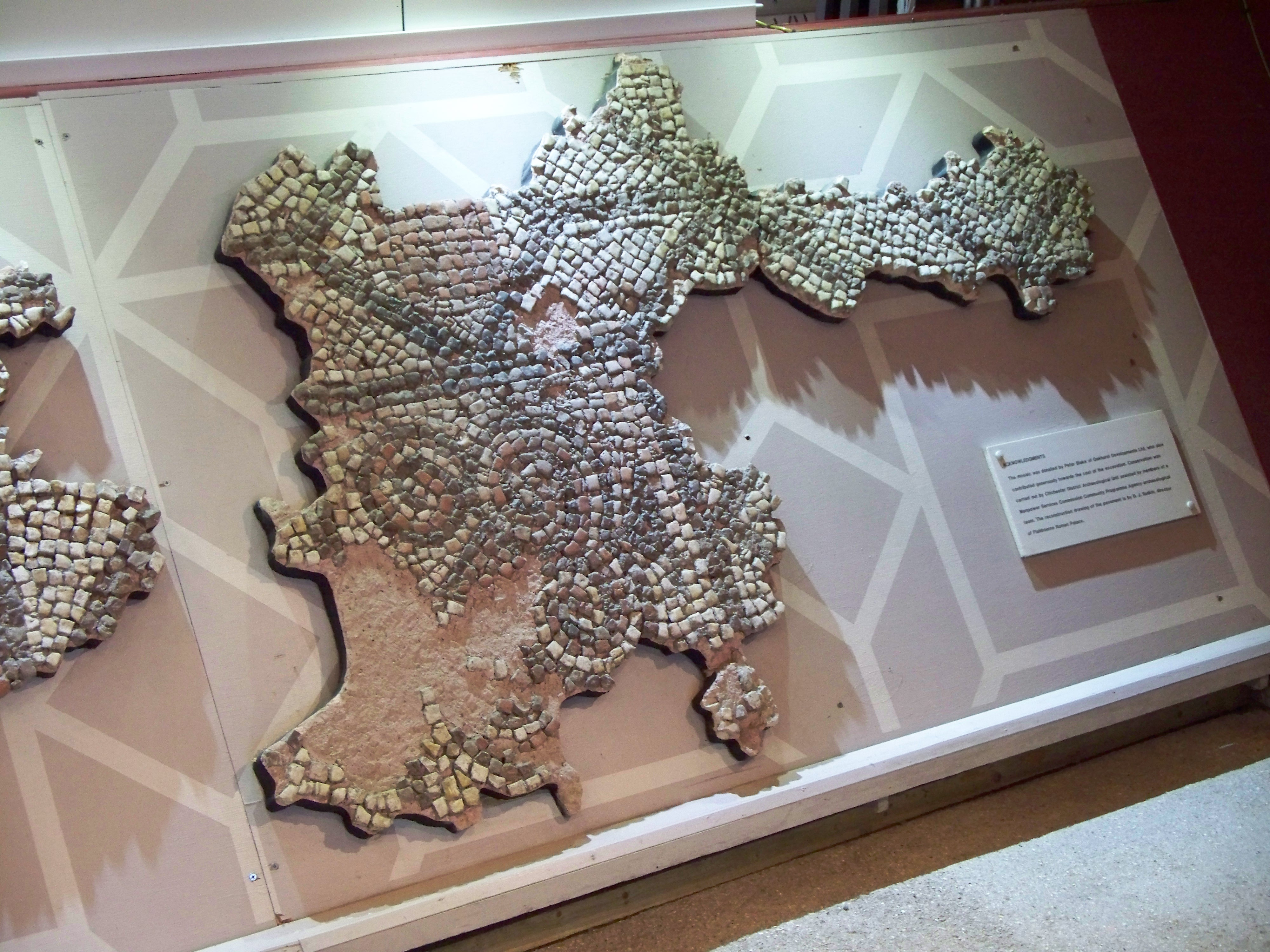
Fragment eines Mosaikfußbodens aus einem Haus im Norden der Stadt

### Öffentliche Bauten

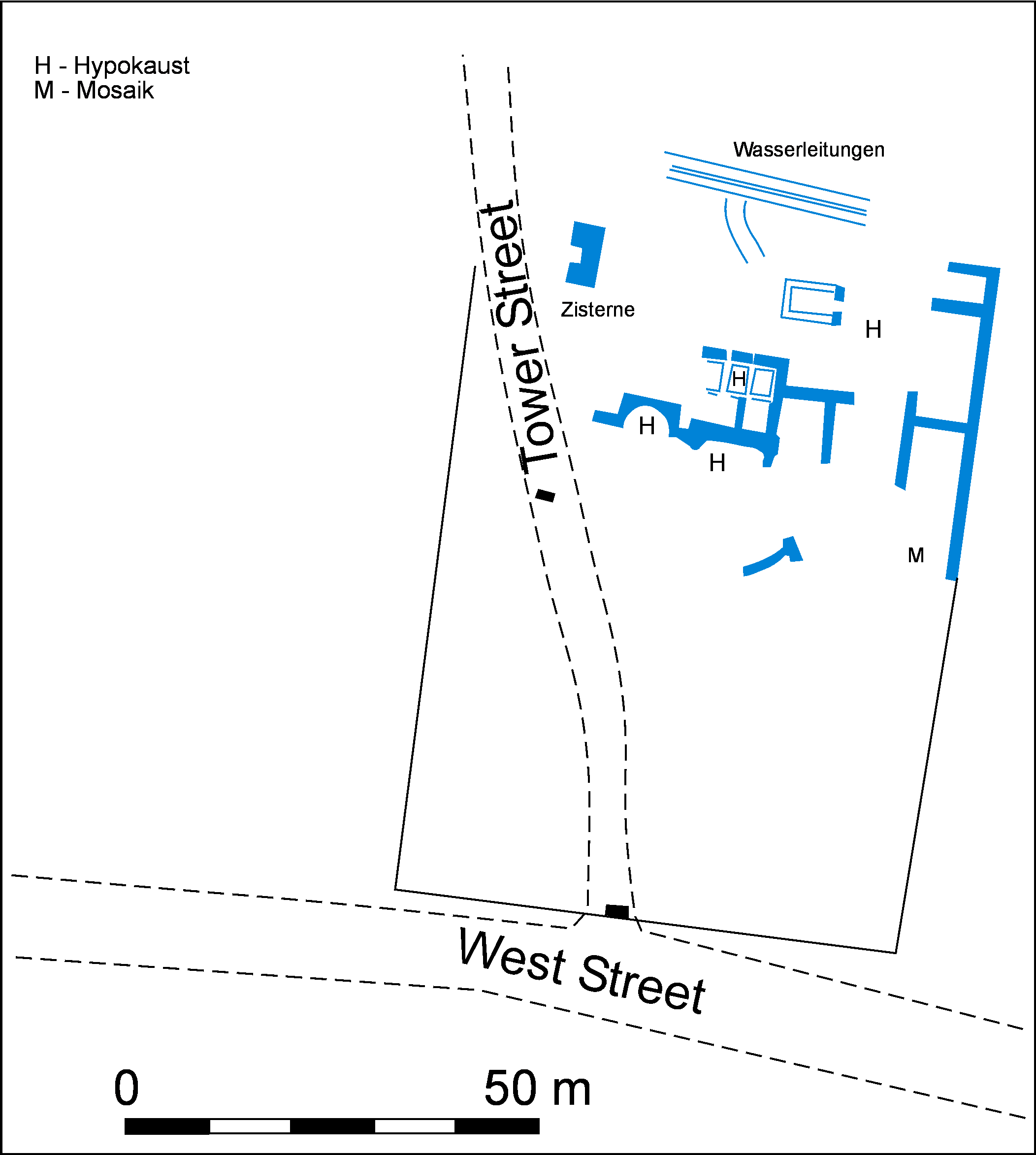
Reste der Thermen, Plan

Im Zentrum der Stadt befand sich wahrscheinlich das Forum. Hier kamen Teile einer massiven Fundamentmauer zu Tage, bei der es sich eventuell um ein Stylobat (ein Stufenfundament) handelt. Sie mag zum Forum oder der dazugehörigen Basilika gehören. Im Zentrum der Stadt gab es auch einen großen Platz, der aus einer Schicht Schotter bestand, die ältere Bauten planierte. Die Funktion ist unbekannt, doch ist das Areal zu groß, als dass es das Forum sein könnte.
Zwischen 1960 und 1962 konnten in der „Tower Street“, westlich des Forums, Teile der Thermen ausgegraben werden, die wahrscheinlich eine ganze Insula im Zentrum der Stadt einnahmen. Die Anlage war einst etwa 65 × 80 Meter groß, doch sind die Reste durch mittelalterliche und moderne Bauwerke stark gestört. Im Norden lagen die eigentlichen Baderäume, während im südlichen Teil eine Palaestra (Ringplatz) vermutet wird. Einige Mauern waren bis zu 1,5 Meter breit. Am Bauwerk sind mehrere Bauphasen zu erkennen. Der archäologische Befund ergab, dass die Thermen wohl in flavischer Zeit errichtet und im frühen 2. Jahrhundert erweitert wurden. In der darauf folgenden Zeit bis ans Ende des 4. Jahrhunderts wurde das Gebäude mehrfach umgestaltet. Die Räume selbst waren reich verziert, so fanden sich Spuren verputzter und gestrichener Wände, farbige Marmorverkleidungen und einige Böden mit Mosaik und opus sectile. Ein in das 4. Jahrhundert zu datierender Raum hatte eine Apsis, während mehrere Räume Hypokausten hatten. Im Norden der Thermen fanden sich Reste von Wasserleitungen und im Westen gab es eine tief in den Boden und den Grundwasserspiegel erreichende Zisterne. Eine Pumpe, die noch am Ende des vierten Jahrhunderts ausgebessert wurde, brachte das Wasser von dort in ein daneben liegendes Becken.
Tempel sind nur von Inschriften oder einzelnen Bauteilen bekannt. Die oben genannte Inschrift des Tiberius Claudius Cogidubnus belegt einen Tempel für Neptun und Minerva. Nahe der Inschrift wurden massive Mauern gefunden, die vielleicht von dem Tempel stammen. Ferner fand sich 1934 in der „West Street“ (am heutigen Standort des Postamts) eine Säulenbasis mit einer Weihinschrift an Jupiter Optimus Maximus aus dem 2. Jahrhundert. Eine dritte Inschrift ist eine Weihung eines Schatzmeisters (arcarius) an die Muttergottheiten der Heimat.
Außerhalb der Stadtmauer im Osten stand das Amphitheater. Die Arena hatte eine elliptische Form und war 56 Meter lang und 47 Meter breit. Sie lag etwa 1,2 Meter unter dem zeitgenössischen Boden. Das Amphitheater wurde wahrscheinlich am Ende des ersten Jahrhunderts errichtet, vielleicht aber schon am Ende des zweiten Jahrhunderts aufgegeben. Allerdings sind nur kleine Teile des Theaters ausgegraben worden, so dass diese Datierungen etwas unsicher bleiben.

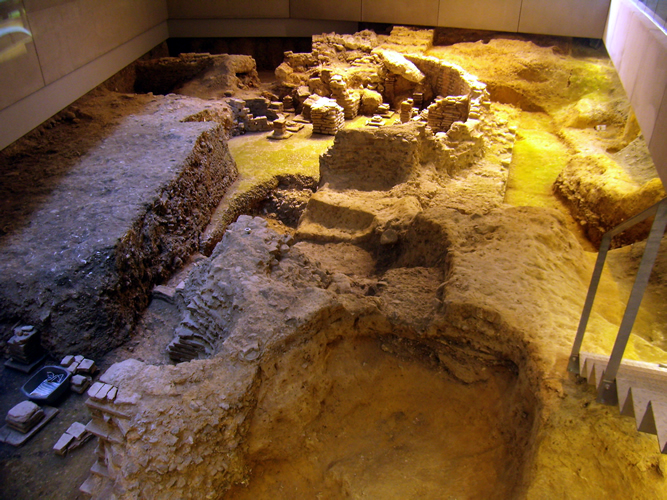
Ruinen der Thermen
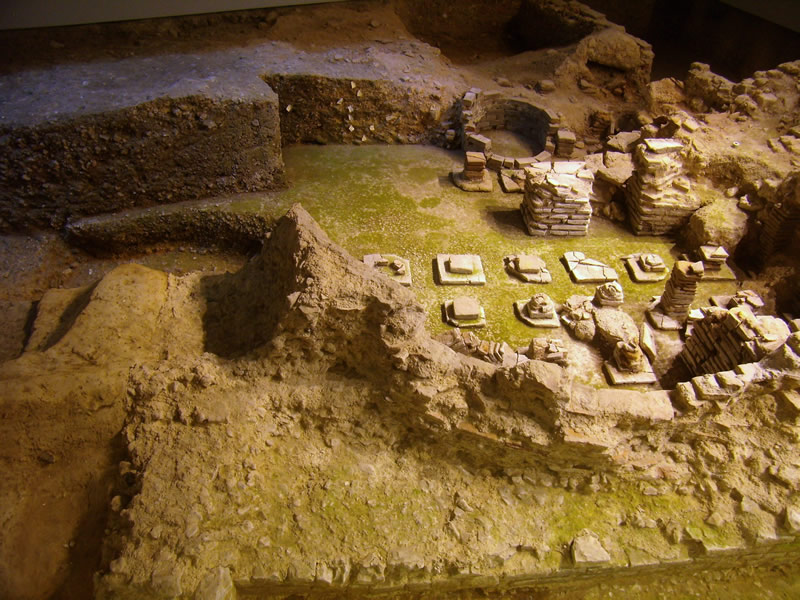
Die Apsis in den Thermen, mit Hypokausten
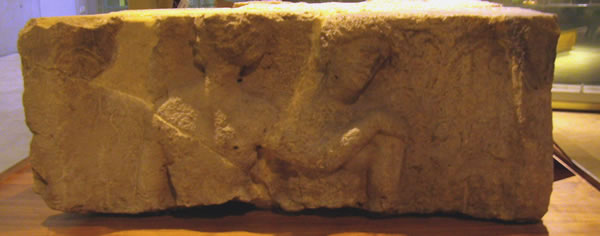
Fragment einer Säulenbasis im Tempel mit Widmungsinschrift an Jupiter Optimus Maximus
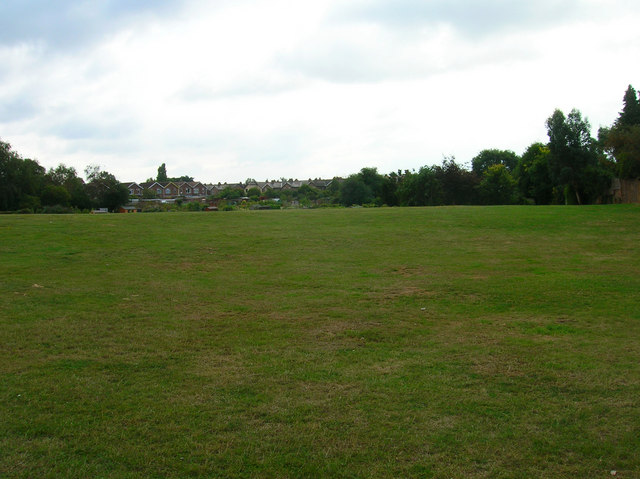
Die Stelle des Amphitheaters, das heute noch als leichte Mulde auf einer Wiese zu erkennen ist.

### Stadtmauer

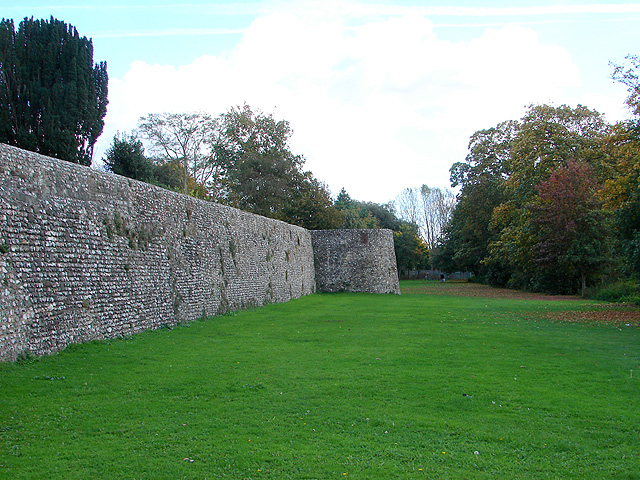
Die Stadtmauer von Chichester ist das Ergebnis der stark veränderten römischen Stadtmauern im Mittelalter.

Die Stadt hatte eine Stadtmauer mit einem ungefähr trapezförmigen Verlauf. Sie bestand aus der eigentlichen Mauer mit einem Graben und einer Erdaufschüttung auf der Innenseite. Das Datum ihrer Erbauung ist ungewiss. In anderen Städten Britanniens wurden die Stadtmauern im dritten Jahrhundert ausgebaut oder sogar erst errichtet, was auch hier der Fall sein mag, doch konnten bei Ausgrabungen Gräben entdeckt werden, die eventuell zu einem früheren Verteidigungswerk gehören. Die spätere Mauer bestand aus Feuersteinen und zeigt an den wenigen Stellen, an denen sie ausgegraben wurde, zahlreiche Anzeichen von Restaurierungen. An der Basis war sie etwa 2,4 Meter breit und ragt teilweise noch 2,4 Meter hoch auf. Es gab diverse Bastionen, die einer späteren Bauphase angehören. Die Stadtmauer ist heute vollkommen in die des Mittelalters einbezogen. Die römische Mauer ist deshalb heute nicht mehr sichtbar, während die mittelalterliche noch gut erhalten ist. Die Mauer hatte einst wahrscheinlich vier Tore, die in etwa an der Stelle der mittelalterlichen Tore standen. Dies konnte durch Ausgrabungen jedoch nur zum Teil bestätigt werden. Einige Tore standen noch im 18. Jahrhundert und sind aus alten Zeichnungen bekannt. Teile des Südtors sind ausgegraben worden. Die Reste sind jedoch zu gering, um sichere Aussagen zur Konstruktion machen zu können. Möglicherweise wurde das eigentliche Tor jeweils von zwei Wachräumen flankiert.

### Vorstädte
Das bebaute Stadtgebiet beschränkte sich nicht nur auf das Areal innerhalb der Stadtmauern, sondern es gibt auch Belege für eine Bebauung jenseits der Mauer. Vor allem im Norden, Osten und Süden gab es Vorstädte. Insbesondere vor dem Osttor konnten bei Grabungen Holzbauten, die vom ersten bis ins fünfte Jahrhundert datieren, erfasst werden. Hier gibt es auch Belege für Eisenverarbeitung. Im Norden gibt es Belege für Holz-, aber auch Steinbauten, die ins vierte Jahrhundert datieren. Auch außerhalb des Südtores scheint es eine lockere Bebauung mit Holzbauten gegeben zu haben. Auch hier deuten Schlacken auf eine Schmiede.

### Handwerk und Handel

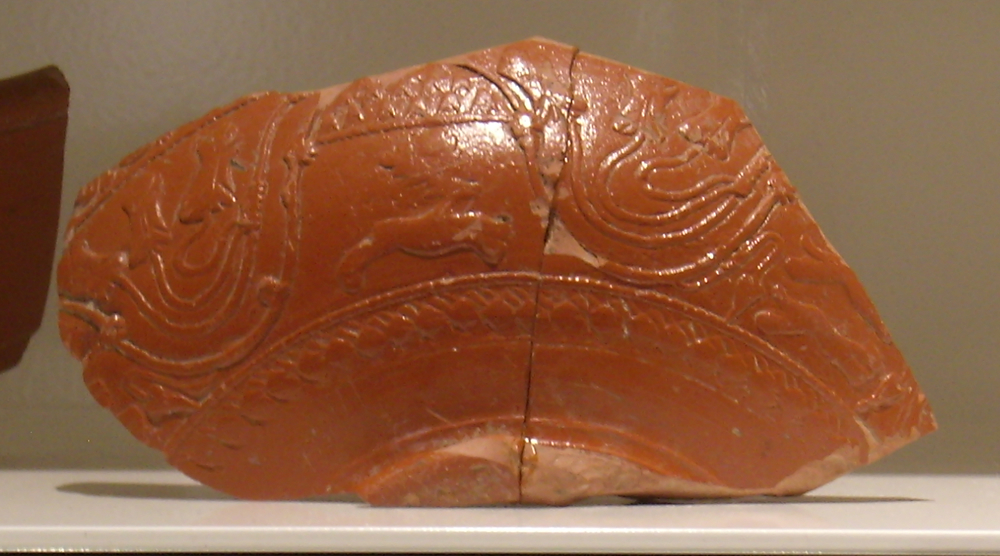
Fragment einer Terra Sigillata-Schale aus Noviomagus Regnorum

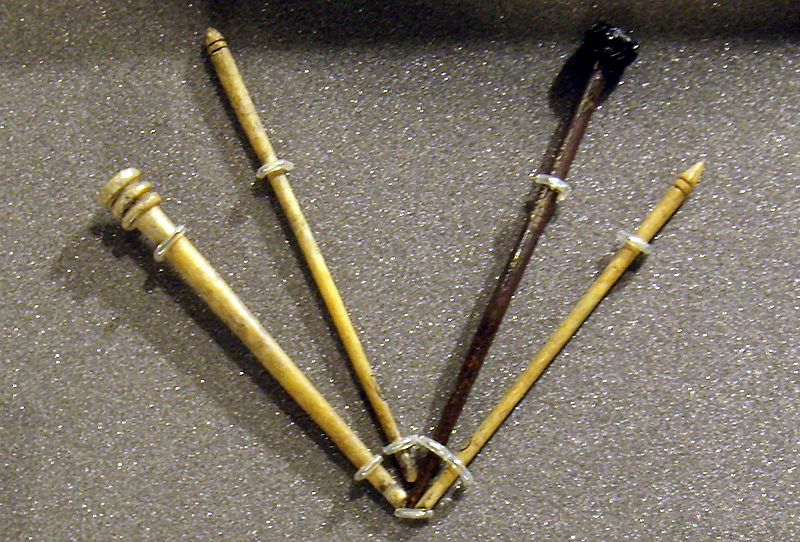
Haarnadeln, teilweise aus Knochen und wahrscheinlich Produkte lokaler Werkstätten

Noviomagus Regnorum lag nah am Meer und in einer Region, die seit alters landwirtschaftlich intensiv genutzt wurde und wird. Dementsprechend dürften die Hauptprodukte der Region diverse landwirtschaftliche Erzeugnisse, Salz und Fisch gewesen sein. Sie sind wahrscheinlich nicht nur für den lokalen Verbrauch, sondern auch für den Export in andere Teile Britanniens und des römischen Reiches produziert worden. Der Fund eines eisernen Emaskulators (ein Kastrationsgerät) bezeugt Viehhaltung in der Stadt. Alle anderen Industrien scheinen dagegen eher den lokalen Bedarf in der Stadt und dem Umland abgedeckt zu haben. Durch Ausgrabungen ist eine Töpferei bezeugt, die im ersten Jahrhundert kurz nach dem Abzug des Militärs in der Stadt in Betrieb war. Es konnten auch zwei Keramikbrennöfen ausgegraben werden. Sie datieren in die Regierungszeit von Kaiser Nero. Die hier produzierte Keramik ist von hoher Qualität. Zur gleichen Zeit arbeitete in der Stadt ein Schmied, der sich wahrscheinlich auf Schmuck spezialisierte. Es fanden sich mehrere Hundert kleiner Schmelztiegel. Vor allem in den Vorstädten fanden sich Belege für Eisenverarbeitung. Andere Industriezweige können nur erschlossen werden, ohne dass es direkte Belege für die Produktion in der Stadt gibt. Dazu gehört vor allem die Verarbeitung von Knochen zu Gebrauchsgegenständen, aber auch die Bauindustrie. So wurden Dachziegel gewiss in größerem Umfang gebraucht.
Bei den Grabungen in der Stadt fanden sich viele Objekte, die sicherlich nicht in der Stadt produziert wurden, und zeigen, dass viele Waren in die Stadt importiert wurden. Es handelt sich oftmals um Erzeugnisse höherer Qualität. Es fanden sich vor allem große Mengen von Terra Sigillata, hochwertige Keramik, die in Italien und dann in Gallien produziert und in andere Teile des Reiches exportiert wurde. Italische Weinamphoren sind schon in vorrömischer Zeit für diese Gegend belegt und bezeugen den Import von Wein.

### Nekropolen

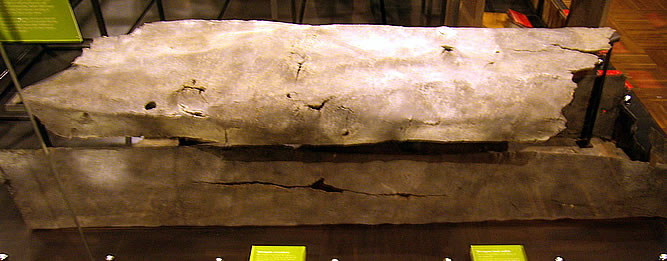
Bleisarg

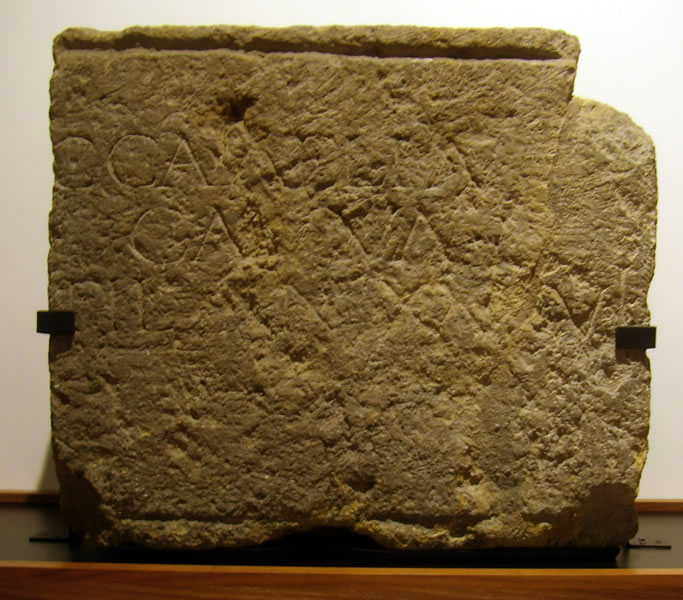
Grabstein

Nach römischem Recht durften Bestattungen nur außerhalb eines Ortes stattfinden. Dementsprechend bilden Friedhöfe einen guten Anhaltspunkt für die Ausdehnung einer Siedlung. Ausnahmen waren anscheinend Begräbnisse von Neugeborenen, die auch im Siedlungsbereich vorgenommen werden konnten. So fanden sich beim Osttor, innerhalb der Stadtmauer, zwölf Bestattungen Neugeborener in einem Siedlungskontext von Holzbauten. Es wurde vermutet, dass es sich um Gründungsopfer handelt. Vier Friedhöfe sind bezeugt. Zwei von ihnen liegen außerhalb des Osttores (bei der St. Pancras Church und südlich davon), ein weiterer jenseits des Nordtores und ein vierter jenseits des Westtores. Der Friedhof an der Straße „St. Pancras“ (die auf der Trasse der Stane Street verläuft) ist der größte bisher bekannte. Es konnten 326 Bestattungen ergraben werden, doch dürfte der ganze Friedhof einst ca. 9.500 bis 10.000 Beisetzungen gezählt haben. Es handelt sich meist um Urnengräber, nur neun Körperbestattungen sind bezeugt. Ein Großteil der Bestattungen hatte keine Beigaben. Es fand sich jeweils nur eine Urne mit der Asche. Die anderen Bestattungen hatten wenigstens einige Beigaben. Meist handelt es sich um Essgeschirr. Bei den übrigen Grabbeigaben handelte es sich meist um beschädigte Objekte, die entweder bewusst für die Grablegung zerbrochen wurden, oder es wurden bewusst nicht mehr brauchbare Objekte ausgewählt. Der Friedhof wurde wahrscheinlich vor allem vom ersten bis zum Beginn des vierten Jahrhunderts genutzt. Etwa jede zehnte Bestattung hatte Lampen als Beigaben, die oftmals wenig Benutzungsspuren aufweisen und vielleicht extra für die Bestattung gekauft wurden. Von dem etwas südlicher gelegenen Friedhof bei St. Pancras sind 14 Körperbestattungen bekannt. Es gab nur wenige Beigaben. Nägel zeigen, dass zumindest einige Tote in Holzsärgen beigesetzt wurden. Der Friedhof datiert wohl ins vierte Jahrhundert. Der Friedhof außerhalb des Westtores wurde wahrscheinlich ebenfalls vor allem im vierten Jahrhundert verwendet. Es konnten 59 Bestattungen untersucht werden, zwei davon in einem Bleisarg. Dieser Friedhof liegt auf einem Gebiet, auf dem vorher Wohnbauten standen, die aber ab einem gewissen Zeitpunkt verlassen wurden. Nur drei beschriftete Grabsteine sind bekannt, wovon sich zwei beim Südtor fanden und vielleicht hier wieder verwendet wurden. Der eine trägt die Inschrift:
[ ]cca Aelia
[–––] Cavua
[–––] fil(ia) an(norum) XXXVI
was sich eventuell (ergänzen) und übersetzen lässt zu:
„Boudicca Aelia vom Stamm der Cauvan, Tochter des …, 36 Jahre alt“
Die Inschrift auf einen zweiten Grabstein lautet:
Catia
Censorin[a –––]
an(norum) XXIII[–––]
„Catia Censorina …, 23 Jahre alt“
Ein dritter Grabstein ist heute verloren:
[D(is)] M(anibus)
[–––]nus At-
[–––]arius
[vix(it) an(nos)] LXXXV
„Den Totengöttern. ...nus At…arius, wurde 85 Jahre alt.“

## Sichtbare Reste in der heutigen Stadt
Wenige antike Reste sind im heutigen Stadtbild erhalten. Das Amphitheater bildet eine Mulde in einem kleinen Park. Die Stelle ist beschildert. Die Inschrift des Tiberius Claudius Cogidubnus ist in der Fassade des historischen Versammlungshauses in der „North Street“ eingelassen. Ein Teil eines Mosaikfußbodens wurde 1966 neben der Kathedrale von Chichester gefunden, ist vor Ort belassen worden und durch eine Glasscheibe im Boden zu sehen. Die heute noch gut erhaltene mittelalterliche Stadtmauer beherbergt einen römischen Kern. Die noch sichtbaren Teile stammen jedoch alle aus dem Mittelalter. Reste der Thermen sind heute im Keller des lokalen Museums, dem Novium, zu sehen. Zuvor lagen sie konserviert als Bodendenkmal unter einem Parkplatz. Das Museum ist ein 2012 eröffneter Neubau, eine Arbeit des Architekturbüros von Keith Williams, das auch das Opernhaus in Wexford (Irland) und das Unicorn Theatre in London geplant hat. Die Geschichte dieses Museums reicht bis ins Jahr 1831 zurück, ab 1962 war es in einer stillgelegten Getreidemühle in Little London beheimatet. Sein Bestand umfasst in der Ausstellung und Sammlung rund 150.000 Artefakte.

### Allgemeines
- Barry Cunliffe: Noviomagus Regnensium (Chichester) Sussex, England. In: Richard Stillwell u. a. (Hrsg.): The Princeton Encyclopedia of Classical Sites. Princeton University Press, Princeton NJ 1976, ISBN 0-691-03542-3 (englisch, perseus.tufts.edu).
- Alec Down: Roman Chichester. Chichester 1988, ISBN 0-85033-435-7.
- David Rudling: Roman-Period Temples, Shrines and Religion in Sussex. In: David Rudling (Hrsg.): Ritual Landscapes of Roman South-East Britain. Oxford 2008, ISBN 978-1-905223-18-3, S. 95–137.
- John Wacher: The Towns of Roman Britain. Routledge, London / New York 1997, ISBN 0-415-17041-9, S. 255–271.
- John Magilion: The defences of Roman Chichester. In: The archaeology of Roman towns. Studies in honour of John S. Wacher. Oxbow, Oxford 2003, S. 156–167.

### Grabungsberichte
- Alec Down, M. Rule: Chichester Excavations 1. Oxford 1971.
- Alec Down: Chichester Excavations 2–6. Chichester 1974–1989.
- Alec Down, John Magilton: Chichester Excavations 8. Chichester 1993.